# Хесс, Дэвид
Дэ́вид Алекса́ндр Хесс (англ. David Alexander Hess; 19 сентября 1936, Нью-Йорк, США — 7 октября 2011, Тибурон, Калифорния, США) — американский актёр и певец.

## Биография
Дэвид Хесс родился 19 сентября 1936 года в Нью-Йорке, США, в еврейской семье.
В 1956 году, под псевдонимом Дэвид Хилл, вместе с Отисом Блэквеллом записал композицию “All Shook Up”. Был соавтором песен для Элвиса Пресли (“I Got Stung” и “Make Me Know You’re Mine”) и Пэта Буна (“Speedy Gonzalez”). В 1972 году сыграл роль безжалостного преступника Круга Стилло в фильме ужасов Уэса Крейвена «Последний дом слева», а также записал для него саундтрек. Впоследствии, в 1980 году, он сыграл похожую роль в триллере Руджеро Деодато «Дом на краю парка». Партнёр по съёмкам, актёр Джованни Ломбардо Радиче, положительно отзывался о Хессе, назвав его «неудержимым вулканом идей, историй и песен».

## Смерть
Хесс умер от инфаркта миокарда 7 октября 2011 года в Тибуроне, штат Калифорния, в возрасте 75 лет.

## Избранная фильмография
| Год  |   | Русское название                       | Оригинальное название      | Роль        |
| ---- | - | -------------------------------------- | -------------------------- | ----------- |
| 1970 | ф | Холодный пот                           | Cold Sweat                 | Вермонт     |
| 1972 | ф | Последний дом слева                    | The Last House on the Left | Круг Стилло |
| 1977 | ф | Попутчик: Начало или кровавый автостоп | Autostop rosso sangue      | Адам Кониц  |
| 1980 | ф | Дом на краю парка                      | La Casa sperduta nel parco | Алекс       |
| 1982 | ф | Болотная тварь                         | Swamp Thing                | Феррет      |
| 1983 | с | Рыцарь дорог                           | Knight Rider               | Донни       |
| 1986 | ф | Отсчёт тел                             | Body Count                 | Роберт Ричи |
| 1994 | ф | Джонатан — друг медведей               | Jonathan degli orsi        | Мэддок      |
| 2009 | ф | Кровавый монтаж                        | Smash Cut                  | Эйбл Уитман |